# Episodi di Simon Coleman (prima stagione)
La prima stagione della serie televisiva drammatica franco-belga Simon Coleman, composta da 3 episodi, è stata trasmessa in Belgio su La Une dal 5 maggio 2022 al 21 settembre 2023 e in Francia su France 2 dal 15 giugno 2022 al 15 marzo 2024.
In Italia la stagione va in onda in prima serata su Rai 1 dal 4 settembre 2024.
| nº | Titolo francese   | Titolo italiano             | Prima TV          | Prima TV          | Prima TV          |
| nº | Titolo francese   | Titolo italiano             | Belgio            | Francia           | Italia            |
| -- | ----------------- | --------------------------- | ----------------- | ----------------- | ----------------- |
| 1  | Simon Coleman     | Una famiglia all'improvviso | 5 maggio 2022     | 15 giugno 2022    | 4 settembre 2024  |
| 2  | Dernière danse    | Ultimo ballo                | 14 settembre 2023 | 22 settembre 2023 | 13 maggio 2025    |
| 3  | Le saut de l'ange | Il salto dell'angelo        | 21 settembre 2023 | 15 marzo 2024     | 18 settembre 2024 |

## Una famiglia all'improvviso
- Titolo francese: Simon Coleman
- Diretto da: Nicolas Copin
- Scritto da: Alexandra Echkenazi e Thomas Perrier

### Trama
- Ascolti Belgio: telespettatori 299 572[10].
- Ascolti Francia: telespettatori 4 340 000 – share 22,7%[11].
- Ascolti Italia: telespettatori 2 132 000 – share 15,90%[12].

## Ultimo ballo
- Titolo francese: Dernière danse
- Diretto da: Nicolas Copin
- Scritto da: Alexandra Echkenazi e Thomas Perrier

### Trama
- Ascolti Belgio: telespettatori 222 237[13].
- Ascolti Francia: telespettatori 3 490 000 – share 18,8%[14].
- Ascolti Italia: telespettatori 1 933 000 – share 11,1%[15].

## Il salto dell'angelo
- Titolo francese: Le saut de l'ange
- Diretto da: Nicolas Copin
- Scritto da: Alexandra Echkenazi e Thomas Perrier

### Trama
- Ascolti Belgio: telespettatori 254 138[16].
- Ascolti Francia: telespettatori 3 960 000 – share 21,2%[17].
- Ascolti Italia: telespettatori 1 774 000 – share 11,60%[18].